# Хьельм, Тайт
Та́йтур «Тайт» Хьельм (фар. Teitur «Teit» Hjelm; род. 9 октября 2001 года в Воавуре, Фарерские острова) — фарерский футболист, полузащитник клуба «Сувурой».

## Карьера
Тайт — воспитанник сувуройского футбола. Он получал футбольное образование в академии «Сувуроя», с двухлетним перерывом на пребывание в единой команде острова «ТБ/ФКС/Ройн». Полузащитник дебютировал за «Сувурой» 30 апреля 2022 года, заменив Хери Кьербо на 83-й минуте матча второго дивизиона Фарерских островов против резервной команды «Скоалы». 18 июня того же года Тайт забил свой первый гол в карьере, поразив ворота третьего состава «07 Вестур» в рамках того же турнира. Это был его единственный мяч в 10 сыгранных встречах в дебютном сезоне на взрослом уровне. В сезоне-2023 Тайт провёл 14 встреч во второй фарерской лиге и отметился в них 6 забитыми голами, тем самым внеся свой вклад в повышение воавурцев в классе. В 2024 году он забил 5 голов в 19 играх первого дивизиона.
По итогам сезона-2024 «Сувурой» оформил второе повышение подряд. Тайт остался в команде и дебютировал в фарерской премьер-лиге: 16 марта 2025 года в матче с «Б68» он провёл на поле 71 минуту, после чего был заменён на Элиасу Чемпенга.

## Достижения
«Сувурой»
- Победитель второго дивизиона (1): 2023